# Grimsnæs
Grimsnæs (dansk) eller Grimsnis (tysk) er en landsby beliggende ved Slien nord for Kappel i det østlige Angel i Sydslesvig. Administrativt hører landsbyen under Kappel Kommune i Slesvig-Flensborg kreds i den nordtyske delstat Slesvig-Holsten. I kirkelig henseende hører Grimsnæs under Kappel Sogn. Sognet lå i Kappel Herred (Gottorp Amt), da området tilhørte Danmark.
Grimsnæs er første gang nævnt 1448 som Grimsenisse. Forleddet henføres til mandsnavn Grim. Navnet kommer af det oldnordiske ord grima, som direkte oversat
betyder maske, delvis brugt for skibets dragehoved. 1629 rådede landsbyen over seks gårde og 5 husmandssteder. Indbyggerne var underlagt Røst gods. Grimsnæs var en selvstændig kommune inden sammenlægning med Melby i 1937. Kommunen havde 1933 213 indbyggere og et areal på 218 ha. Med under Grimsnæs hørte Grimsbjerg, Grimsnæsmark og Grummark. I 1974 blev Melby med Grimsnæs indlemmet i Kappel kommune
Ved Grimnsæs munder Grimsåen (Grimsau) ud i Slien.